# 名物三羽烏
『名物三羽烏』（めいぶつさんばがらす、英語：Strong Boy）は、ジョン・フォード監督による1929年のアメリカ合衆国のサイレント・コメディ映画である。フィルムが消失していると考えられているが、2010年にニュージーランド・フィルム・アーカイヴで予告編が発見された。

## キャスト
- ヴィクター・マクラグレン
- レアトリス・ジョイ（英語版）
- J・ファレル・マクドナルド（英語版）
- クライド・クック（英語版）
- バディ・ルーズヴェルト（英語版）
- ダグラス・スコット
- スリム・サマーヴィル（英語版）
- トム・ウィルソン
- ユーラリー・ジェンセン（英語版）
- デヴィッド・トレンス（英語版）
- ドローレス・ジョンソン
- ロバート・ライアン
- ジャック・ペニック（英語版）